# ロベン・フォード

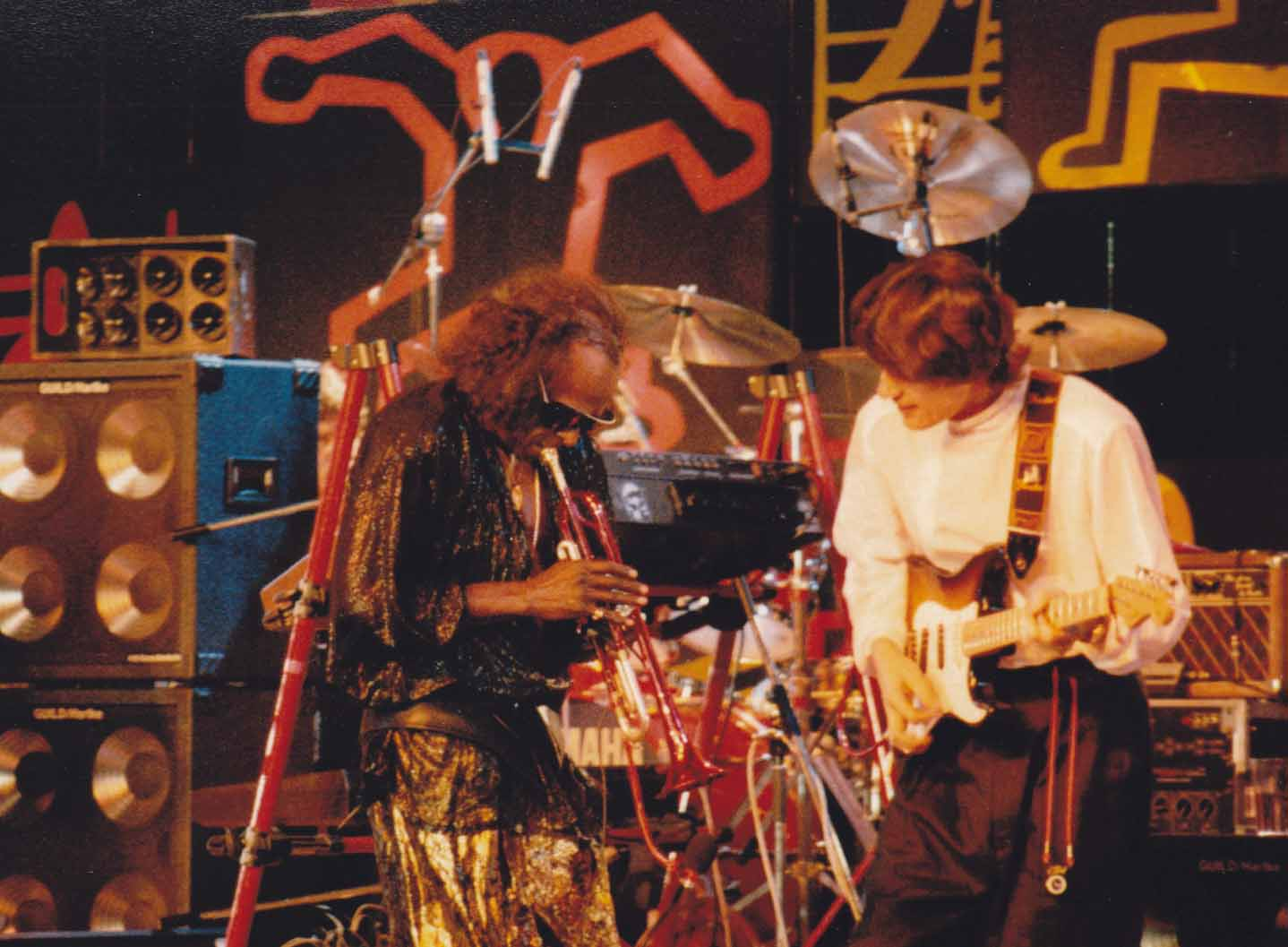
モントルーでのマイルス・デイヴィスとロベン・フォード（1986年）

ロベン・フォード（Robben Ford、1951年12月16日 - ）は、アメリカ合衆国・カリフォルニア州出身のブルース、ロック、ジャズ・フュージョン・ギタリスト。

## 略歴
カリフォルニア州ウッドレイクに生まれ、ウキアで育つ。10歳の時サックスを始め、13歳の時にギターを手にした。彼の兄弟マーク（マウスハープ）、パトリック（ドラム）と、父を讃え「チャールズ・フォード・バンド」の名で活動し始めた。
18歳の時にバンドはチャーリー・マッスルホワイトのギグを得てプロの活躍をし始める。また、アルバム『The Charles Ford Band』と、後にアルバム『Discovering the Blues』となる録音も1972年に経験した。その後はジミー・ウィザースプーンや、トム・スコットのL.A.エクスプレス、ジョージ・ハリスンやジョニ・ミッチェルのツアーにも参加した。トムから離れた後、アルバム『ギターに愛を (The Inside Story)』を収録する。このアルバムに参加したバック・ミュージシャン達は後にイエロージャケッツを結成、フォードも初期のレコーディングに参加している。
1986年、マイルス・デイヴィスと共演する。この時の演奏は『Complete Miles Davis At Montreux 1973-1991』というボックスセットや非公式の音源で聴くことができる。
1988年、彼のブルースのルーツに還ったアルバム『トーク・トゥ・ユア・ドーター』を発表。
2006年、共通したブルース・フィーリングを持つギタリスト、ラリー・カールトンと来日公演を行った。

## ディスコグラフィ

### リーダー・アルバム
- 『メロウ・ムード』 - Schizophonic (1976年、LA International)
- 『ロベン・フォード・ライヴ!』 - Live Jimmy Witherspoon & Robben Ford (1977年、LAX) ※with ジミー・ウィザースプーン
- 『ギターに愛を』 - The Inside Story (1979年、Elektra)
- 『Standing On The Outside』 - Standing on the Outside (1983年、Lakeside) ※カズ・マツイ・プロジェクト名義の盤もある。『ホィールズ・オブ・ラヴ (Love's A Heartache)』として再発あり
- 『トーク・トゥ・ユア・ドーター』 - Talk to Your Daughter (1988年、Warner Bros.)
- Minor Elegance (1989年、MGI) ※with ジョー・ディオリオ
- 『ロベン・フォード&ザ・ブルー・ライン』 - Robben Ford & the Blue Line (1992年、Stretch)
- Live at the Notodden Blues Festival (1992年、Blue Rock'it) ※with ジミー・ウィザースプーン
- 『ミスティック・マイル』 - Mystic Mile (1993年、Stretch)
- 『ハンドフル・オブ・ブルース』 - Handful of Blues (1995年、Stretch)
- Ain't Nothin' New About the Blues (1995年、AIM) ※with ジミー・ウィザースプーン
- Blues Connotation (1997年、ITM)
- 『オーソライズド・ブートレッグ〜ライヴ・アット・ヨシズ』 - The Authorized Bootleg (1997年、Blue Thumb)
- Discovering the Blues (1997年、Avenue) ※1972年録音
- 『タイガー・ウォーク』 - Tiger Walk (1997年、Blue Thumb)
- Sunrise (1999年、Avenue)
- 『スーパーナチュラル』 - Supernatural (1999年、GRP)
- A Tribute to Paul Butterfield (2001年、Blue Rock'it)
- 『ブルー・ムーン』 - Blue Moon (2001年、Concord, 2002)
- 『キープ・オン・ランニング』 - Keep On Running (2003年、Concord)
- 『トゥルース』 - Truth (2007年、Concord)
- 『ソウル・オン・テン』 - Soul on Ten (2009年、Concord)
- 『レネゲイド・クリエイション』 - Renegade Creation (2010年、Blues Bureau) ※with マイケル・ランドウ、ジミー・ハスリップ、ゲイリー・ノヴァック
- 『ブレット』 - Bullet (2012年、Blues Bureau) ※レネゲイド・クリエイション名義
- 『ブリンギング・イット・バック・ホーム』 - Bringing It Back Home (2013年、Provogue)
- 『ア・デイ・イン・ナッシュビル』 - A Day in Nashville (2014年、Provogue)
- 『イントゥ・ザ・サン』 - Into the Sun (2015年、Provogue)
- 『パープル・ハウス』 - Purple House (2018年、Ear Music)
- The Sun Room (2019年、Ear Music)
- Pure (2021年、Ear Music)

### チャールズ・フォード・バンド
- The Charles Ford Band (1972年、Arhoolie)
- A Reunion (1983年、Blue Rock'it)
- As Real As It Gets (1996年、Blue Rock'it)

### ジン・チ
- 『ジン・チ』 - Jing Chi (2001年、Tone Center)  ※with ヴィニー・カリウタ、ジミー・ハスリップ（以下同）
- 『ライヴ!』 - Live! (2003年、Tone Center)
- 『3D』 - 3D (2004年、Tone Center)
- 『スプリーモ』 - Supremo (2017年、Inakustik Quality Of Music)